# Szergej Smolik
Szergej Smolik, belaruszul: Сяргей Пятровіч Шмолік; oroszul:Сергей Шмолик (Breszt, 1965. január 12. –) fehérorosz nemzetközi labdarúgó-játékvezető.

## Pályafutása

### Nemzeti játékvezetés
Pályafutása során hazája legfelső szintű labdarúgó-bajnokságának játékvezetője lett. Az aktív nemzeti játékvezetéstől 2008-ban vonult vissza.

#### Nemzeti kupamérkőzések
Vezetett Kupa-döntők száma: 1.

##### Belarusz Kupa
| Időpont         | Helyszín               | Mérkőzés típusa | Mérkőzés                        | Eredmény | Nézők száma |
| --------------- | ---------------------- | --------------- | ------------------------------- | -------- | ----------- |
| 2004. május 16. | Dinamo Stadion, Minszk | döntő           | FK Homel–FK Sahcjor Szalihorszk | 0 : 1    | 8 500       |

### Nemzetközi játékvezetés
A Fehérorosz labdarúgó-szövetség Játékvezető Bizottsága (JB) 1993-ban terjesztette fel nemzetközi játékvezetőnek, a Nemzetközi Labdarúgó-szövetség (FIFA) bíróinak keretébe. Több nemzetek közötti válogatott és klubmérkőzést vezetett. A fehérorosz nemzetközi játékvezetők rangsorában, a világbajnokság-Európa-bajnokság sorrendjében a 2. helyet foglalja el 9 találkozó szolgálatával. Az aktív nemzetközi játékvezetéstől 2008-ban túlzott alkoholfogyasztás miatt felfüggesztették. Válogatott mérkőzéseinek száma: 13.

#### Világbajnokság
1999-ben Nigéria rendezte az U20-as labdarúgó-világbajnokságot, ahol a FIFA JB hivatalnokként foglalkoztatta.
| Időpont           | Helyszín                | Mérkőzés típusa        | Mérkőzés            | Eredmény | Nézők száma |
| ----------------- | ----------------------- | ---------------------- | ------------------- | -------- | ----------- |
| 1999. április 3.  | Nemzeti Stadion, Lagos  | selejtező (A. csoport) | Nigéria–Costa Rica  | 1 : 1    | 37 500      |
| 1999. április 10. | Liberty Stadion, Ibadan | selejtező (C. csoport) | Szaúd-Arábia–Mexikó | 1 : 1    | 2 000       |
| 1999. április 15. | Liberty Stadion, Ibadan | egyik nyolcaddöntő     | Mexikó–Argentína    | 4 : 1    | 16 000      |
| 1999. április 18. | GSP Stadion, Enugu      | egyik negyeddöntő      | Mali–Nigéria        | 3 : 1    | 22 000      |

A világbajnoki döntőhöz vezető úton Franciaországba a XVI., az 1998-as labdarúgó-világbajnokságra, Dél-Koreába és Japánba a XVII., a 2002-es labdarúgó-világbajnokságra illetve Németországba a XVIII., a 2006-os labdarúgó-világbajnokságra a FIFA JB bíróként alkalmazta.

##### 1998-as labdarúgó-világbajnokság
| Időpont             | Helyszín                      | Mérkőzés típusa           | Mérkőzés               | Eredmény | Nézők száma |
| ------------------- | ----------------------------- | ------------------------- | ---------------------- | -------- | ----------- |
| 1996. augusztus 21. | Eschen-Mauren Stadion, Eschen | előselejtező (8. csoport) | Liechtenstein–Írország | 0 : 5    | 3 900       |

##### 2002-es labdarúgó-világbajnokság
| Időpont             | Helyszín                         | Mérkőzés típusa           | Mérkőzés              | Eredmény | Nézők száma |
| ------------------- | -------------------------------- | ------------------------- | --------------------- | -------- | ----------- |
| 2000. szeptember 3. | Josy Barthel Stadion, Luxembourg | előselejtező (1. csoport) | Luxemburg–Jugoszlávia | 0 : 2    | 3 305       |
| 2001. március 28.   | Nereo Rocco Stadion, Trieste     | előselejtező (8. csoport) | Olaszország–Litvánia  | 4 : 0    | 14 593      |
| 2001. június 6.     | Park Stadion, Koppenhága         | előselejtező (3. csoport) | Dánia–Málta           | 2 : 1    | 38 499      |

##### 2006-os labdarúgó-világbajnokság
| Időpont             | Helyszín                   | Mérkőzés típusa           | Mérkőzés      | Eredmény | Nézők száma |
| ------------------- | -------------------------- | ------------------------- | ------------- | -------- | ----------- |
| 2004. szeptember 8. | Nemzeti Stadion, Ramat-Gan | előselejtező (4. csoport) | Izrael–Ciprus | 1 : 2    | 21 872      |

##### Európa-bajnokság
Az európai-labdarúgó torna döntőjéhez vezető úton Belgiumba és Hollandiába a XI., a 2000-es labdarúgó-Európa-bajnokságra valamint Portugáliába a XII., a 2004-es labdarúgó-Európa-bajnokságra az UEFA JB játékvezetőként foglalkoztatta.

##### 2000-es labdarúgó-Európa-bajnokság
| Időpont             | Helyszín                 | Mérkőzés típusa           | Mérkőzés            | Eredmény | Nézők száma |
| ------------------- | ------------------------ | ------------------------- | ------------------- | -------- | ----------- |
| 1998. szeptember 6. | Ullevaal Stadion, Oslo   | előselejtező (2. csoport) | Norvégia–Lettország | 1 : 3    | 11 031      |
| 1998. november 18.  | Nemzeti Stadion, Ta'Qali | előselejtező (8. csoport) | Málta–Macedónia     | 1 : 2    | 4 671       |
| 1999. szeptember 4. | Wembley Stadion, London  | előselejtező (5. csoport) | Anglia–Luxemburg    | 6 : 0    | 68 772      |

##### 2004-es labdarúgó-Európa-bajnokság
| Időpont          | Helyszín                      | Mérkőzés típusa           | Mérkőzés        | Eredmény | Nézők száma |
| ---------------- | ----------------------------- | ------------------------- | --------------- | -------- | ----------- |
| 2003. június 11. | Marcel Saupin Stadion, Nantes | előselejtező (8. csoport) | Belgium–Andorra | 3 : 0    | 12 500      |

##### Nemzetközi kupamérkőzések
Vezetett Kupa-döntők száma: 1.

###### Össz-orosz Kupa
| Időpont          | Helyszín                  | Mérkőzés típusa | Mérkőzés                            | Eredmény | Nézők száma |
| ---------------- | ------------------------- | --------------- | ----------------------------------- | -------- | ----------- |
| 2002. január 27. | Olimpiai Stadion, Moszkva | döntő           | FK Szpartak Moszkva–FK Dinamo Kijiv | 3 : 4    | 27 000      |